# Josef Menz-Popp
Josef Menz-Popp (* 28. September 1883 in Marling; † 29. Mai 1975) war ein Südtiroler Bauer und Politiker.
Menz war ein Burggräfler Bauer, der von 1914 bis 1918 für die Christlichsoziale Partei ein Mandat im Tiroler Landtag und 1918 auch im kurzlebigen Tiroler Nationalrat innehatte. In der Zwischenkriegszeit engagierte er sich im Deutschen Verband. Während der Option gehörte er zu den „Dableibern“.
Nach dem Zweiten Weltkrieg war Menz einer der Gründer der Südtiroler Volkspartei (SVP). Von 1946 bis 1950 stand er als Obmann dem Provinzialverband der Landwirte der Provinz Bozen vor, von 1948 bis 1951 in der Nachfolge Erich Amonns der SVP. 1948 wurde er auf der Parteiliste in den Regionalrat Trentino-Südtirol und damit gleichzeitig den Südtiroler Landtag gewählt, denen er bis zum Ende der Legislaturperiode 1952 angehörte.